# NGC 4253
NGC 4253 é uma galáxia espiral barrada (SBa) localizada na direcção da constelação de Coma Berenices. Possui uma declinação de +29° 48' 47" e uma ascensão recta de 12 horas, 18 minutos e 26,4 segundos.
A galáxia NGC 4253 foi descoberta em 3 de Fevereiro de 1788 por William Herschel.